# Gostota energijskega toka
Gostôta energíjskega tóka (oznaka j) je fizikalna količina, ki pove, koliko energije preteče v časovni enoti skozi dano ploskev, oziroma kolikšen je energijski tok P na enoto površine:
{\displaystyle j={\frac {\mathrm {d} P}{\mathrm {d} S}}\!\,.}
Skladno z 2. zakonom termodinamike teče energijski tok spontano vedno le v smeri od telesa z višjo temperaturo k telesu z nižjo.
Zgleda za gostoto energijskega toka sta gostota svetlobnega toka in gostota toplotnega toka.
Mednarodni sistem enot določa za merjenje gostote energijskega toka enoto W/m2.